# Jan Piotr Sapieha
Jan Piotr Sapieha je bil poljsko-litovski plemič, general, politik, diplomat, guverner okraja Uświat, član parlamenta in izkušen poveljnik poljskih čet, stacioniranih v Moskovskem kremlju, * 1569, Bychów, Republika obeh narodov, † 15. oktober 1611, Moskovski kremelj. 
Sapieha se je z zasebnim polkom 100 kozakov udeležil  poljsko-švedske vojne in v znameniti bitki pri Kircholmu leta 1605 poveljeval desnemu krilu poljsko-litovske vojske, ki ga je sestavljalo 400 krilatih huzarjev in 700 kozakov. Sodeloval je tudi v poljsko-ruski vojni (1605–1618), v kateri je leta 1608 poveljeval neuspešnemu obleganju Trojiškega samostana sv. Sergija. Kasneje se je bojeval s protipoljskimi moskovskimi silami v bližini Moskve, ki jih je vodil Prokopij Petrovič Ljapunov. Nepričakovano je umrl 15. oktobra 1611  med obleganjem moskovskega Kremlja.
Znan je po svoji krutosti do ruskih narodov in vzdevku pan hetman, se pravi gospod general.

## Življenje
Rojen je bil leta 1569 kot sin Ane Chodkiewicz in Pavla Sapieha. Do leta 1587 je študiral na univerzi v Vilni in nato na Univerzi v Padovi. Po vrnitvi iz tujine je spremljal očeta v pohodu proti Tatarom in Vlahom. Leta 1600 je postal poslanec okrožja Grodno. Zavrnil je ponudbo Krištofa Mikolaja  »Gromnika« Radziwiłla, a nato kljub temu sodeloval v livonski vojni (1601–1605). 5. marca 1603 so se njegovi polki pod poveljstvom Jana Karola Chodkiewicza odlikovali v bitki pri Rakiboru. Sodeloval je tudi v zmagoviti bitki pri Weissensteinu 25. septembra 1604, v kateri je poljska vojska oblegala mesto in razbila švedske sile. Kot priznanje za zasluge je Sapieha med odsotnostjo Chodkiewicza pri Dorpatu dobil začasno poveljstvo nad taborom litovske vojske in v bitki pri Kircholmu poveljeval celotnemu levemu krilu  litovske vojske. Polk, ki mu je poveljeval Sapieha, je čudežno prestal enega glavnih protinapadov švedske vojske, ki jo je vodil osebno švedski kralj Karel IX.
Sodelovanje v livonskem pohodu mu je prineslo veliko slavo med poljskim plemstvom. Leta 1606 je za zasluge dobil naslov grofa in grofijo Uświat. Naslednje leto ga je parlament  nagradil z 10.000 zloti. 
Med zloglasnim in krvavim uporom Zebrzydowskega proti kralju Sigismundu III. Vasi (1606–1609) je Sapieha sprva simpatiziral z uporniki in na koncu podprl kralja in njegovo politiko.
Avgusta 1607 je po predhodnem prepričevanju Leva Sapiehe ponudil svoje usluge Lažnemu Dimitriju. Pod Dimitrijem je zavzel Vjazmo in 2. oktobra 1608 uspešno porazil čete Vasilija IV. Šujskega. Leta 1609 je poveljeval v neodločeni bitki pri Kaljazinu na reki Volgi. Na začetku moskovskega pohoda kralja Sigismunda III. leta 1605, znanega kot Dimitrijada, je Sapieha sprva raje živel v miru in ni podprl kralja, potem pa je pod močnim pritiskom poljskega plemstva in vojske popustil in se odločil pomagati mu v bitkah na ruskem ozemlju. 25. junija 1610 so ga poljske čete izbrale za svojega hetmana. Kasneje je zamenjal pokojnega  generala Różyńskega. Julija je bil Sapieha poslan v Moskvo, kjer je 27. avgusta 1610 podpisal sporazum z bojarsko dumo, ki je odstavila Lažnega Dimitrija in namesto tega podelil carsko krono poljskemu princu Vladislavu, kasnejšemu kralju Vladislavu IV.
Po Dimitrijevi smrti decembra 1610 je Sapieha neuspešno poskušal zavzeti vas Kaluga in bil kasneje bolj uspešen pri zavzetju mesta Peremisl. Od januarja do marca 1611 je vodil pogajanja z bojarji in upal, da bo bodisi oslabil položaj kraljevih čet, ki jih je favoriziral, podpiral in jim je osebno poveljeval veliki hetman Stanisław Żółkiewski, ali pa se postavil na ruski prestol. 27. marca 1611 je kralj, zaskrbljen zaradi svoje »priljubljenosti« med vojaškimi poveljniki na vzhodu, obljubil Sapiehi plačilo in plače, da bi pridobil več vojakov. Kralj je sčasoma pridobil hetmanovo zaupanje. Sapieha se je 8. maja pridružil kralju in 18. junija sta kupaj  prispela v Moskvo. Bil je nezadovoljen s stanjem v Moskvi in je nekoliko zavračal boje s sovražnimi silami. Demoralizirani zaradi pomanjkanja plač in slabih higienskih razmer v taborih so poljski vojaki zapadli v duševno apatijo in se prenehali bojevati. 15. septembra je Sapieha resno zbolel. Premestili so ga v osrednjo kremeljsko palačo, kjer je 15. oktobra 1611 umrl. 

## Družina
Jan Piotr Sapieha je bil poročen z Zofijo Weiher, s katero sta imela devet otrok, med njimi:
- Andreja Stanislava Sapieha, kaštelana Trokija in Vilne, poročenega z Ano Heidenstein,
- Pavla Jana Sapieha, hetmana, poročenega z Zofijo Zienowicz in drugič z Barbaro Kopeć, in
- Kristino Sapieha, poročeno s Stanislavom Radziejowskim, vojvodom Rawe in Lečice, in drugič s Krištofom Gembickim, vojvodom Inovroclava.

## Zapuščina
Jan Piotr Sapieha je ena od oseb na znameniti sliki Jana Matejka Kazanie Skargi (Pridiga Petra Skarge). 
Poljski igralec Michał Żebrowski je leta 2007 v ruskem zgodovinskem filmu 1612 upodobil hetmana Kybowskega, osebo, ki temelji na Janu Piotru Sapiehi. 

## Vir
- Moskwa w rękach Polaków. Pamiętniki dowódców i oficerów garnizonu w Moskwie. Marek Kubala and Tomasz Ściężor. Kraków: Platan, 2005. ISBN 83-89711-50-8.